# Terre comprise

Terre comprise est une série télévisée canadienne diffusée en 2000.
Série documentaire de 13 heures sur le développement durable, une adaptation de la trousse pédagogique de Jean Robitaille et Marcel Lafleur, produite par Catherine Viau et Daniel Bertolino des Productions Via le Monde, avec des tournages réalisés par Grégoire Viau, diffusée sur les ondes de Radio-Canada.  

## Épisodes
1. Pour refuser la fatalité
2. Pour vivre en harmonie avec la forêt
3. Pour une culture de la paix
4. Pour une mondialisation de la solidarité
5. Pour une diversité de la vie
6. Pour un développement durable
7. Pour changer le monde
8. Pour que les fleuves suivent leur cours
9. Pour vivre autrement
10. Pour mieux vivre ensemble
11. Pour la sauvegarde des ressources de la mer'
12. Pour une éducation à un avenir viable
13. Pour un nourrir le monde

## Récompenses
- Prix Gémeaux 2000 - Prix du Multiculturalisme, POUR MIEUX VIVRE ENSEMBLE (Terre Comprise) (Studio Via le Monde)[1]